# ای. جی. فراسیس
ای. جی. فراسیس (انگلیسی: AJ Francois؛ زادهٔ ۲۹ آوریل ۲۰۰۳) بازیکن فوتبال اهل ایالات متحده آمریکا است.
وی همچنین در تیم ملی فوتبال جمهوری دومینیکن بازی کرده‌است.